# Markus Penz
Markus Penz (Innsbruck, 6 de junio de 1975) es un deportista austríaco que compitió en skeleton. Ganó dos medallas en el Campeonato Europeo de Skeleton, plata en 2007 y bronce en 2006.

## Palmarés internacional
| Campeonato Europeo | Campeonato Europeo   | Campeonato Europeo | Campeonato Europeo |
| Año                | Lugar                | Medalla            | Prueba             |
| ------------------ | -------------------- | ------------------ | ------------------ |
| 2006               | Sankt Moritz (Suiza) | Medalla de bronce  | Individual         |
| 2007               | Königssee (Alemania) | Medalla de plata   | Individual         |